# Oxalis sellowii
Oxalis sellowii là một loài thực vật có hoa trong họ Chua me đất. Loài này được Spreng. mô tả khoa học đầu tiên năm 1828.